# André-Pierre Nouvion
Pour les articles homonymes, voir Nouvion (homonymie).
André-Pierre Nouvion, né le 10 janvier 1939, est un juriste et historien du droit français.

## Biographie
André-Pierre Nouvion a vécu ses premières années pendant l'occupation allemande dans l'enceinte du sanatorium Joffre de l'Assistance publique - hôpitaux de Paris (AP-HP) destiné à l'hospitalisation des malades tuberculeux parisiens et dont son père Henri Nouvion assurait la direction médicale.
Éduqué chez les Assomptionnistes, Il est titulaire d’un doctorat en droit public et en sciences politiques (Panthéon-Assas). 
André-Pierre Nouvion a mené une carrière dédiée à la promotion et à l’étude des institutions consulaires françaises. Ancien directeur à la Chambre de commerce et d'industrie de région Paris - Île-de-France, il a défendu le modèle français des CCI, tant en France qu’à l’international. Il a notamment été missionné par l'Organisation des Nations unies auprès des autorités cambodgiennes en 1995, puis mexicaines en 1998.
Ses recherches ont influencé les travaux des commissions parlementaires préparant la réforme de 2010 des réseaux consulaires,. Il reçoit en 1992 le Prix d'histoire consulaire de l'Assemblée des Chambres Françaises de Commerce et d'Industrie pour son ouvrage L'institution des Chambres de commerce : pouvoirs et contrepoids paru à la Librairie générale de droit et de jurisprudence.
Il a été auditeur à l'Institut des hautes études de Défense nationale, et a été rédacteur pendant plus de vingt ans de la rubrique sur les établissements et juridictions consulaires de l’encyclopédie Dalloz.

## Engagement politique
Très tôt engagé politiquement, il rejoint l’Union des jeunes pour le progrès. Aux côtés d’autres membres de l’UJP, il assure la permanence de l’UD-Ve de René Capitant et Charles Pasqua (au 21, de la rue Cujas à Paris) lors des manifestations de mai 1968.

## Publications
- Une histoire immédiate des Chambres de commerce, Droit, Pratique de l'Institution Consulaire : 1982-2012 - Les accords "Netter" aux lois de refondation 2013, Paris, 2013, 170 p. (ISBN 978-2-9514368-9-3, OCLC 864529141, BNF 43688095)
- Pratique et droit des Chambres de commerce et d'industrie françaises, Lexique raisonné - vol.3 : Réforme 2010 - préface de Jean-François Bernardin, Paris, 2011 (ISBN 978-1-4475-6330-3, OCLC 762761780, BNF 42461072)
- Chambres de commerce et d'industrie - Encyclopédie juridique Dalloz - Répertoire de droit commercial, Vol 2, Paris, Dalloz, 1999, 2005 et 2009 (OCLC 752196936)
- Trois familles en Périgord-Limousin dans la tourmente de la Révolution et de L'Empire : Nouvion, Besse-Soutet-Dupuy et Chassériau, Paris, 2007 (ISBN 978-2-914741-46-0, OCLC 221531566)
- Pratique et droit des Chambres de commerce et d'industrie françaises : Réforme 2004-2005 : Avant-propos de Didier Simond, préface de Roland Drago, Membre de l'Institut, Paris, 2004 (ISBN 978-2-9514368-2-4, OCLC 44492691)
- Origine et histoire des juridictions consulaires et des Chambres de commerce et d'industrie Françaises : Avant-propos de Roland Drago, Membre de l'Institut, préface de J.-F. Bernardin, Paris, 2002, 254 p. (ISBN 978-2-9514368-1-7, OCLC 469957067)
- L'institution des Chambres de commerce : pouvoirs et contrepoids : Av.-pr. de Didier Simond, préface de Roland Drago, Membre de l'Institut, Paris, Librairie générale de droit et de jurisprudence (LGDJ), 1992 (ISBN 978-2-275-00647-5, OCLC 243739189)
- Apartheid institutionnel en République Sud-Africaine[5], Paris, 1970, 111 p.
- L’Assistance-Publique-Hôpitaux de Paris (AP-HP) et l’action de ses agents pendant les années d’occupation – Le cas de l’hôpital Joffre-Dupuytren (communication à la Direction des archives de l'AP-HP, Avril 2025), 2025 (présentation en ligne).

## Famille
Issu d'une famille fortunée établie dès 1850 à Alger, André-Pierre Nouvion a pour aïeul l'armateur Alexandre Warrain, ancien maire de Marseille et président de la Chambre de commerce. Son père est le pneumologue Henri Nouvion, connu pour ses travaux de recherche en phtisiologie.